# Misumenops prosper
Misumenops prosper är en spindelart som först beskrevs av O. Pickard-Cambridge 1896.  Misumenops prosper ingår i släktet Misumenops och familjen krabbspindlar.
Artens utbredningsområde är Guatemala. Inga underarter finns listade i Catalogue of Life.